# Trofeo Ciudad de Almendralejo
El Trofeo Ciudad de Almendralejo, actualmente llamado Trofeo Almendralejo Ciudad de la Cordialidad, es un torneo amistoso de verano, que  se disputa anualmente desde 1973 en la ciudad de Almendralejo, perteneciente a la provincia de Badajoz, y dentro de la Comunidad Autónoma de Extremadura (España).
El trofeo era organizado por el club CF Extremadura y tras su disolución como club en 2007, paso a organizarlo el nuevo club Extremadura UD y el trofeo cambiaría su denominación a Trofeo Almendralejo Ciudad de la Cordialidad. Tras la liquidación del Extremadura UD en 2022 el torneo pasaría a ser organizado por el recién fundado CD Extremadura 1924. 
Los partidos se disputan en el Estadio Francisco de la Hera. La última edición disputada fue en 2025 y la ganó el C. P. Cacereño.

## Palmarés
Trofeo Ciudad de Almendralejo
| Año  | Edición      | Campeón        | Resultado  | Subcampeón                                    |
| ---- | ------------ | -------------- | ---------- | --------------------------------------------- |
| 1973 | I            | UD Salamanca   | 1-0        | CF Extremadura                                |
| 1974 | II           | CD Badajoz     | 1-1 (pen)  | Real Club Recreativo de Huelva                |
| 1975 | III          | CD Díter Zafra | 3-2        | CD Badajoz                                    |
| 1976 | IV           | CD Díter Zafra | 3-0        | CD Badajoz                                    |
| 1977 | V            | CF Extremadura | 2-1        | CD Badajoz                                    |
| 1978 | VI           | CD Don Benito  | 1-0        | CD Villanovense                               |
| 1979 | VII          | CD Badajoz     | 2-1        | CF Extremadura                                |
| 1980 | VIII         | CP Mérida      | 1-0        | CF Extremadura                                |
| 1981 | IX           | CD Don Benito  | 1-0        | CD Villanovense                               |
| 1982 | X            | CF Extremadura | triangular | UP Plasencia CD Badajoz                       |
| 1983 | XI           | CF Extremadura | triangular | Real Club Recreativo de Huelva CD Díter Zafra |
| 1984 | XII          | UP Plasencia   | 4-1        | CF Extremadura                                |
| 1985 | XIII         | Castilla CF    | triangular | CF Extremadura O Elvas CAD                    |
| 1986 | XIV          | Castilla CF    | 4-1        | CF Extremadura                                |
| 1987 | XV           | CP Cacereño    | 3-2        | CF Extremadura                                |
| 1988 | XVI          | RSD Alcalá     | 3-1        | CF Extremadura                                |
| 1989 | XVII         | CF Extremadura | triangular | CD Díter Zafra CP Vasco Núñez                 |
| 1990 | XVIII        | CF Extremadura | 3-1        | CP Mérida                                     |
| 1991 | XIX          | CF Extremadura | 1-0        | CD Don Benito                                 |
| 1992 | XX           | CD Badajoz     | 1-1 (pen)  | CF Extremadura                                |
| 1993 | XXI          | Hércules CF    | 3-0        | CF Extremadura                                |
| 1994 | XXII         | CP Mérida      | 1-0        | CF Extremadura                                |
| 1995 | XXIII        | CP Mérida      | 1-1 (pen)  | CF Extremadura                                |
| 1996 | XXIV         | sin datos      | -          | -                                             |
| 1997 | XXV          | UD Salamanca   | 2-1        | CF Extremadura                                |
| 1998 | XXVI         | CF Extremadura | 0-0 (pen)  | Sevilla FC                                    |
| 1999 | XXVII        | CD Badajoz     | 1-1        | CF Extremadura                                |
| 2000 | XXVIII       | CF Extremadura | 2-1        | CD Badajoz                                    |
| 2001 | XXIX         | CF Extremadura | 0-0 (pen)  | CD Badajoz                                    |
| 2002 | XXX          | CF Extremadura | 1-1        | Selección extremeña de 2ª División B          |
| 2003 | XXXI         | CF Extremadura | 2-0        | RCD Mallorca                                  |
| 2004 | XXXII        | CF Extremadura | 2-0        | CF Fuenlabrada                                |
| 2005 | XXXIII       | CF Extremadura | 2-2 (pen)  | Málaga CF B                                   |
| 2006 | No disputado | -              | -          | -                                             |
| 2007 | No disputado | -              | -          | -                                             |
| 2008 | XXXIV        | Mérida UD      | 7-0        | Extremadura UD                                |

 Trofeo Ciudad de Almendralejo-Ciudad de la Cordialidad 
| Año         | Edición      | Campeón             | Resultado | Subcampeón            |
| ----------- | ------------ | ------------------- | --------- | --------------------- |
| 2008        | I            | Extremadura UD      | 5-0       | At. San José Promesas |
| 2009        | II           | CP Cacereño         | 1-0       | Extremadura UD        |
| 2010        | III          | Real Betis Balompié | 1-0       | Extremadura UD        |
| 2011        | IV           | Extremadura UD      | 0-0       | CD Badajoz            |
| 2012        | V            | Extremadura UD      | 1-1       | CF Villanovense       |
| 2013        | VI           | CD Badajoz          | 1-0       | Extremadura UD        |
| 2014        | VII          | Extremadura UD      | 3-1       | Arroyo CP             |
| 2015        | VIII         | CF Villanovense     | 2-1       | Extremadura UD        |
| 2016        | IX           | Extremadura UD      | 1-1 (pen) | AD Mérida             |
| 2017        | X            | Córdoba CF          | 3-1       | Extremadura UD        |
| 2018 - 2022 | No disputado | -                   | -         | -                     |
| 2023        | XI           | CD Extremadura 1924 | 0-0 (pen) | CD Badajoz            |
| 2024        | No disputado | -                   | -         | -                     |
| 2025        | XII          | C. P. Cacereño      | 2-1       | C. D. Extremadura     |

## Campeones

### Trofeo Ciudad de Almendralejo
| Equipo         | Títulos | Ediciones                                                                    |
| -------------- | ------- | ---------------------------------------------------------------------------- |
| CF Extremadura | 13      | 1977, 1982, 1983, 1989, 1990, 1991, 1998, 2000, 2001, 2002, 2003, 2004, 2005 |
| CD Badajoz     | 5       | 1974, 1979, 1992, 1999, 2013                                                 |
| CP Mérida      | 3       | 1980, 1994, 1995                                                             |
| UD Salamanca   | 2       | 1973, 1997                                                                   |
| CD Díter Zafra | 2       | 1975, 1976                                                                   |
| CD Don Benito  | 2       | 1978, 1981                                                                   |
| Castilla CF    | 2       | 1985, 1986                                                                   |
| UP Plasencia   | 1       | 1984                                                                         |
| CP Cacereño    | 1       | 1987                                                                         |
| RSD Alcalá     | 1       | 1988                                                                         |
| Hércules CF    | 1       | 1993                                                                         |
| Mérida UD      | 1       | 2008                                                                         |

### Trofeo Almendralejo Ciudad de la Cordialidad
| Equipo              | Títulos | Ediciones                    |
| ------------------- | ------- | ---------------------------- |
| Extremadura UD      | 5       | 2008, 2011, 2012, 2014, 2016 |
| CP Cacereño         | 2       | 2009, 2025                   |
| Real Betis Balompié | 1       | 2010                         |
| CD Badajoz          | 1       | 2013                         |
| CF Villanovense     | 1       | 2015                         |
| Córdoba CF          | 1       | 2017                         |
| CD Extremadura 1924 | 1       | 2023                         |